# Himki
Himki (în rusă Химки) este un oraș din Regiunea Moscova, Federația Rusă și are o populație de 141.000 locuitori (recensământ 2002).

## Orașe înfrățite
- Hrodna, Belarus
- Poltava, Ucraina
- Kemer, Turcia